# الفبای آرامی
الفبای آرامی، الفباییست که توسط آرامی‌ها و با اقتباس از الفبای فنیقی استفاده می‌شد. الفبای آرامی را می‌توان گفت اولین سامانهٔ نوشتاری‌ای در دنیای باستان بود که می‌توانستند آن را با قلم و به صورت روان بر روی کاغذ یا پوست حیوان بنویسند.
الفبای آرامی از لحاظ تاریخی دارای اهمیت است، زیرا تقریباً همه سیستم‌های نوشتاری مدرن در خاورمیانه از این الفبا اقتباس گرفته‌اند، و همچنین بسیاری از سیستم‌های نوشتاری آلتائیک آسیای مرکزی و شرقی نیز الگو گرفته از این الفبا هستند.
الفبای آرامی احتمالاً نمونه اولیه خط براهمی هند، نیای تمام خطوط هندی بوده‌است. اشکال بسیاری از حروف براهمی تأثیر واضح سامی را نشان می‌دهد. این انتقال احتمالاً در قرن هفتم قبل از میلاد انجام شده‌است. تطبیق خط آرامی با زبان هند و آریایی در هند به هیچ وجه ساده و سرراست نبوده‌است. علاوه بر این، خط براهمی در اصل از راست به چپ نوشته شده‌است. خط آرامی برای نگارش زبان‌های یونانی، هندی، انشانی، خوزی، قبطی، آرامی، عبری، سریانی و مندایی نیز به کار می‌رفته‌است. همچنین در آینده برای نگارش پهلوی از آن بهره گرفته شد. بعدها الفبای نبطی و عبری از آن مشتق شد. در بین الفبای مدرن امروزی زبان عبری نزدیک‌ترین ارتباط را با این خط دارد.

## جدول سنجشی الفبای آرامی با عبری، عربی و سریانی

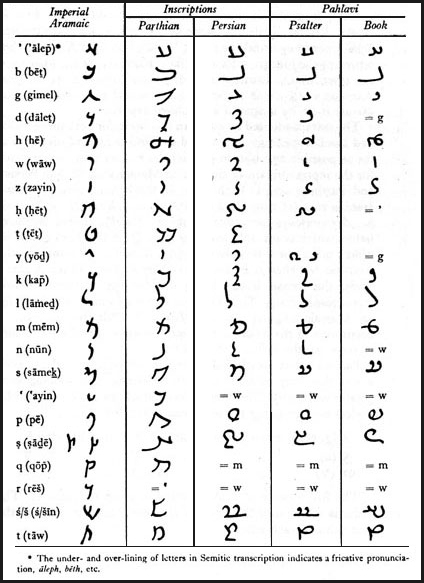
آرامی امپراتوری

| نام حرف | شکل حرف | برابر عبری | برابر عربی | برابر سریانی | آوا             |
| ------- | ------- | ---------- | ---------- | ------------ | --------------- |
| آلَف     |         | א          | أ          | ܐ            | /ʔ/; /a:/, /e:/ |
| بیث     |         | ב          | ب          | ܒ            | /b/, /v/        |
| گامَل    |         | ג          | ج          | ܓ            | /ɡ/, /ɣ/        |
| دالَث    |         | ד          | د          | ܕ            | /d/, /ð/        |
| هی      |         | ה          | ه          | ܗ            | /h/             |
| واو     |         | ו          | و          | ܘ            | /w/; /o:/, /u:/ |
| زَین     |         | ז          | ز          | ܙ            | /z/             |
| حیث     |         | ח          | خ، ح       | ܚ            | /ħ/             |
| طیث     |         | ט          | ط          | ܛ            | /tˤ/ با فشار    |
| یوذ     |         | י          | ی          | ܝ            | /j/; /i:/, /e:/ |
| کاف     |         | כ ך        | ک          | ܟܟ           | /k/, /x/        |
| لامَذ    |         | ל          | ل          | ܠ            | /l/             |
| مِم      |         | מ ם        | م          | ܡܡ           | /m/             |
| نون     |         | נ ן        | ن          | ܢܢ ܢ         | /n/             |
| سمکَث    |         | ס          | س          | ܣ            | /s/             |
| عین     |         | ע          | غ، ع       | ܥ            | /ʕ/             |
| پی      |         | פ ף        | ف          | ܦ            | /p/, /f/        |
| صاذی    | ،       | צ ץ        | ص          | ܨ            | با فشار /sˤ/    |
| قاف     |         | ק          | ق          | ܩ            | /q/             |
| ریش     |         | ר          | ر          | ܪ            | /r/             |
| شین     |         | ש          | ش، س       | ܫ            | /ʃ/             |
| تَو      |         | ת          | ت، ث       | ܬ            | /t/، /θ/        |